# BIBFRAME

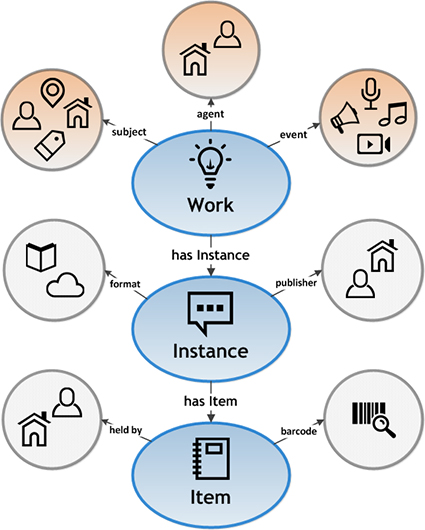
Ilustracja modelu BIBFRAME 2.0 z jego trzema głównymi poziomami abstrakcji oznaczonymi na niebiesko – dzieło, instancja (wydanie), egzemplarz

BIBFRAME (z ang. Bibliographic Framework) – standard opisu metadanych różnych dzieł kultury, oparty na RDF. Ma służyć do tworzenia opisów bibliograficznych różnych dzieł i miał w zamyśle zastąpić starszą grupę standardów MARC. Miał być przy tym użyteczny jako standard wewnątrz samej biblioteki, jak i do wymiany oraz udostępniania danych bibliograficznych na zewnątrz.

## Historia
Pierwszy format MARC, który BIBFRAME ma zastąpić, został opracowany przez Henriette Avram  w Bibliotece Kongresu USA w latach 60. XX wieku. W 1971 roku formaty MARC stały się krajowym standardem w zakresie rozpowszechniania danych bibliograficznych w USA, a w 1973 roku – standardem międzynarodowym.
W prowokacyjnie zatytułowanym artykule z 2002 roku pracownik biblioteki Roy Tennant stwierdził, że „MARC musi umrzeć”, argumentując to tym, że standard jest przestarzały, używany wyłącznie w społeczności bibliotecznej i zaprojektowany raczej jako format wyświetlania niż przechowywania lub wyszukiwania danych. W raporcie Biblioteki Kongresu z 2008 roku napisano, że MARC „opiera się na czterdziestoletnich technikach zarządzania danymi i nie przystaje do dzisiejszych stylów programowania”.
W 2012 roku Biblioteka Kongresu ogłosiła, że zawarła umowę z firmą Zepheira (obecnie część EBSCO) na opracowanie alternatywy dla formatu MARC. Wstępna wersja nowego formatu została zaprezentowana we wrześniu 2012 poda nazwą MARC Resources (MARCR). Natomiast w listopadzie opublikowano bardziej kompletny projekt, przemianowany na BIBFRAME.
W kwietniu 2016 roku Biblioteka Kongresu opublikowała wersję 2.0 standardu BIBFRAME.

## Projekt
BIBFRAME jest wyrażony w RDF, czyli jest podzbiorem języka znaczników XML. Bazą standardu są trzy poziomy abstrakcji opisu: dzieło (ang. work), instancja (ang. instance), egzemplarz (ang. item). BIBFRAME dodatkowo definiuje trzy powiązane koncepcje: agenci (np. autor, wydawca), tematy oraz wydarzenia.
Bazowe poziomy abstrakcji są podobne do FRBR, ale dzieło jest tutaj odpowiednikiem połączonego dzieła i jego ekspresji znanych z FRBR, a instancja odpowiednikiem manifestacji. W porównaniu do tego rekord bibliograficzny MARC typowo opisuje konkretne wydanie dzieła, czyli konkretną instancję dzieła, typowo uwzględniając datę wydania.